# Дая Беданова
Дая Беданова (чеськ. Dája Bedáňová; нар. 9 березня 1983) — колишня чеська тенісистка.
Найвищу одиночну позицію світового рейтингу — 16 місце досягла 29 липня 2002, парну — 34 місце — 10 червня 2002 року.
Здобула 1 одиночний та 1 парний титул.
Найвищим досягненням на турнірах Великого шолома був чвертьфінал в одиночному розряді.
Завершила кар'єру 2005 року.

## Фінали Туру WTA

### Одиночний розряд (1-0)
| Легенда        |   |
| Великий шлем   | 0 |
| Чемпіонати WTA | 0 |
| Tier I         | 0 |
| Tier II        | 0 |
| Tier III       | 0 |
| Tier IV & V    | 1 |

| Титули за покриттям |   |
| Тверде              | 1 |
| Ґрунт               | 0 |
| Трава               | 0 |
| Килим               | 0 |

| Результат | Ранг | Дата           | Турнір                 | Покриття   | Суперниця      | Рахунок       |
| --------- | ---- | -------------- | ---------------------- | ---------- | -------------- | ------------- |
| Перемога  | 1.   | 18 жовтня 2000 | Братислава, Словаччина | Тверде (i) | Міріам Ореманс | 6–1, 5–7, 6–3 |

### Парний розряд (1-1)
| Результат | Ранг | Дата           | Турнір                                                     | Покриття   | Партнерка     | Суперниці                | Рахунок       |
| --------- | ---- | -------------- | ---------------------------------------------------------- | ---------- | ------------- | ------------------------ | ------------- |
| Перемога  | 1.   | 17 жовтня 2001 | Братислава, Словаччина                                     | Тверде (i) | Олена Бовіна  | Наталі Деші Мейлен Ту    | 6–3, 6–4      |
| Поразка   | 2.   | 6 січня 2003   | Richard Luton Properties Canberra International, Австралія | Тверде     | Дінара Сафіна | Татьяна Гарбін Емілі Луа | 3–6, 6–3, 4–6 |

## Фінали ITF

### Одиночний розряд (1-0)
| турніри $75,000 |
| турніри $25,000 |
| турніри $10,000 |

| Результат | Ранг | Дата           | Турнір       | Покриття   | Суперниця          | Рахунок       |
| --------- | ---- | -------------- | ------------ | ---------- | ------------------ | ------------- |
| Перемога  | 1.   | 13 лютого 2000 | Рокфорд, США | Тверде (i) | Франческа Ск'явоне | 2-6, 6-3, 6-1 |

### Парний розряд (2–2)
| Результат | Ранг | Дата              | Турнір               | Покриття   | Партнерка         | Суперниці                          | Рахунок       |
| --------- | ---- | ----------------- | -------------------- | ---------- | ----------------- | ---------------------------------- | ------------- |
| Поразка   | 1.   | 9 листопада 1998  | Боссонан, Швейцарія  | Килим (i)  | Зузана Ондрашкова | Зузана Гейдова Алена Вашкова       | 4–6, 6–7(5–7) |
| Перемога  | 2.   | 16 листопада 1998 | Біль, Швейцарія      | Тверде (i) | Лідія Штайнбах    | Грета Арн Каталін Мішкольці        | 6–2, 6–1      |
| Перемога  | 3.   | 3 липня 2001      | Файгінген, Німеччина | Ґрунт      | Ева Мартінцова    | Грета Арн Аманда Грем              | 0–6, 6–3, 6–3 |
| Поразка   | 4.   | 5 червня 2005     | Простейов, Чехія     | Ґрунт      | Барбора Стрицова  | Юлія Бейгельзимер Мара Сантанджело | 1–6, 6–4, 2–6 |

## Докладно про найкращі результати на турнірах Великого шлему
|                                             | Відкритий чемпіонат Австралії з тенісу      | Відкритий чемпіонат Австралії з тенісу      |
| Відкритий чемпіонат Австралії з тенісу 2001 | Відкритий чемпіонат Австралії з тенісу 2001 | Відкритий чемпіонат Австралії з тенісу 2001 |
| Раунд                                       | Суперниця                                   | Рахунок                                     |
| ------------------------------------------- | ------------------------------------------- | ------------------------------------------- |
| 1р                                          | Бріанн Стюарт (WC)                          | 7–5, 4–6, 7–5                               |
| 2р                                          | Анабель Медіна Гаррігес                     | 6–2, 4–6, 6–4                               |
| 3р                                          | Олена Дементьєва (9)                        | 2–6, 7–6(7–5), 6–3                          |
| 2р                                          | Серена Вільямс (6)                          | 2–6, 2–6                                    |

|                                           | Відкритий чемпіонат Франції з тенісу      | Відкритий чемпіонат Франції з тенісу      |
| Відкритий чемпіонат Франції з тенісу 2001 | Відкритий чемпіонат Франції з тенісу 2001 | Відкритий чемпіонат Франції з тенісу 2001 |
| Раунд                                     | Суперниця                                 | Рахунок                                   |
| ----------------------------------------- | ----------------------------------------- | ----------------------------------------- |
| 1р                                        | Стефані Форец (WC)                        | 7–5, 7–5                                  |
| 2р                                        | Андреа Гласс                              | 4–6, 7–5, 6–0                             |
| 3р                                        | Сільвія Фаріна-Елія                       | 5–7, 6–7(4–7)                             |

|                             | Вімблдонський турнір        | Вімблдонський турнір        |
| Вімблдон 2002 (26-та сіяна) | Вімблдон 2002 (26-та сіяна) | Вімблдон 2002 (26-та сіяна) |
| Раунд                       | Суперниця                   | Рахунок                     |
| --------------------------- | --------------------------- | --------------------------- |
| 1р                          | Седа Норландер              | 6–1, 6–2                    |
| 2р                          | Селіма Сфар                 | 6–3, 6–2                    |
| 3р                          | Дженніфер Капріаті (3)      | 4–6, 2–6                    |

|                                       | Відкритий чемпіонат США з тенісу      | Відкритий чемпіонат США з тенісу      |
| Відкритий чемпіонат США з тенісу 2001 | Відкритий чемпіонат США з тенісу 2001 | Відкритий чемпіонат США з тенісу 2001 |
| Раунд                                 | Суперниця                             | Рахунок                               |
| ------------------------------------- | ------------------------------------- | ------------------------------------- |
| 1р                                    | Йоаннетта Крюгер                      | 6–1, 6–2                              |
| 2р                                    | Сільвія Талая                         | 6–1, 6–3                              |
| 3р                                    | Меган Шонессі (12)                    | 6–4, 6–1                              |
| 2р                                    | Моніка Селеш (7)                      | 7–5, 4–6, 6–3                         |
| ЧФ                                    | Мартіна Хінгіс (1)                    | 2–6, 0–6                              |